# Вязовка (Сергачский район)
Вя́зовка (эрз. — Аникова) — деревня в Сергачском районе Нижегородской области. Входит в состав Ачкинского сельсовета.
Деревня располагается на правом берегу реки Пьяны.
На 1859 год, согласно справочнику «Списки населенных мест Российской империи, составленные и издаваемые Центральным статистическим комитетом Министерства внутренних дел. Вып. XXV по сведениям 1859 года» — деревня в составе Сергачского уезда с 44 дворами, 330 жителями, из которых 159 мужчин и 171	женщина.

## Население
| 2002 | 2010 |
| ---- | ---- |
| 195  | ↘86  |